# Bootania leucospoides
Bootania leucospoides är en stekelart som först beskrevs av Walker 1862.  Bootania leucospoides ingår i släktet Bootania och familjen gallglanssteklar. Inga underarter finns listade.